# 大京都大厦
王权大京都大厦前稱大京都大厦（意为：大都市）、又称为碎片大厦，是位于泰国曼谷市中心的一座摩天大楼，其名稱取自曼谷泰文全名的一部分，由泰国地产商PACE Development兴建，建筑师奥雷·舍人设计。大厦高314米，含有77层，建成后成为曼谷最高的建筑，现为曼谷第二高建筑。大厦的玻璃幕墙呈现出一种像素化效果（马赛克效果），是其显著的特征。

## 樓層分佈
- 1至20層标准酒店（英语：Standard Hotels）
- 23至73層麗思卡爾頓公寓
- 74至77層skybar